# ITF Women’s World Tennis Tour 2024 (Juli–September)
In den folgenden Tabellen werden die Tennisturniere des dritten Quartals der ITF Women’s World Tennis Tour 2024 dargestellt.

## Turnierplan
| Kategorien            | Kategorien           |
| World Tennis Tour 25+ | World Tennis Tour 15 |
| --------------------- | -------------------- |
| W100                  | —                    |
| W75                   | —                    |
| W50                   | —                    |
| W35                   | —                    |
| —                     | W15                  |

### Juli 2024
| Datum 1 | Turnierort                                                                                                | Siegerin Einzel        | Siegerinnen Doppel                           |
| ------- | --- | ---------------------- | -------------------------------------------- |
| 1.7.    | Montpellier Open International Féminin Montpellier 2024                                                   | Maja Chwalińska        | Mariana Dražić Iryna Schymanowitsch          |
| 1.7.    | Rom | Nuria Brancaccio       | Yvonne Cavalle-Reimers Aurora Zantedeschi    |
| 1.7.    | Stuttgart Internationale Württembergische Damen-Tennis-Meisterschaften um den Stuttgarter Stadtpokal 2024 | Ella Seidel            | Cristina Dinu Nika Radišić                   |
| 1.7.    | Hillcrest                                                                                                 | Zoë Kruger             | Xenija Laskutowa Verena Meliss               |
| 1.7.    | Getxo | Solana Sierra          | Anna Rogers Alana Smith                      |
| 1.7.    | Amstelveen                                                                                                | Jaimee Fourlis         | Michaëlla Krajicek Eva Vedder                |
| 1.7.    | Hongkong                                                                                                  | Eudice Chong           | Eudice Chong Wong Hong-yi                    |
| 1.7.    | Nakhon Si Thammarat                                                                                       | Patcharin Cheapchandej | Jeong Bo-young Rinon Okuwaki                 |
| 1.7.    | Galați | Patricia Maria Țig     | Mara Gae Lavinia Tănăsie                     |
| 1.7.    | Monastir                                                                                                  | Yasmine Mansouri       | Lamis Alhussein Abdel Aziz Aglaja Fjodorowa  |
| 1.7.    | Mogyoród                                                                                                  | Cristina Díaz Adrover  | Kateřina Mandelíková Ingrid Vojčináková      |
| 1.7.    | Tianjin                                                                                                   | Huang Yujia            | Huang Yujia Xun Fangying                     |
| 1.7.    | Lakewood                                                                                                  | Rachel Gailis          | Malaika Rapolu Anita Sahdijewa               |
| 1.7.    | Kuršumlijska Banja                                                                                        | Schibek Qulambajewa    | Valentina Ivanov Lisa Zaar                   |
| 8.7.    | Den Haag BICT Groep ITF The Hague 2024                                                                    | Arantxa Rus            | Jaimee Fourlis Petra Hule                    |
| 8.7.    | Rom ATV Tennis Open 2024                                                                                  | Oxana Selechmetjewa    | Leonie Küng Vasanti Shinde                   |
| 8.7.    | Corroios-Seixal Seixal Ladies Open 2024                                                                   | Gabriela Knutson       | Martyna Kubka Anna Rogers                    |
| 8.7.    | Tianjin                                                                                                   | Hina Inoue             | Guo Meiqi Xiao Zhenghua                      |
| 8.7.    | Don Benito                                                                                                | Viktória Hrunčáková    | Tamara Kostic Olga Parres Azcoitia           |
| 8.7.    | Aschaffenburg Schönbusch Open 2024                                                                        | Madison Sieg           | Jasmijn Gimbrère Stéphanie Visscher          |
| 8.7.    | Buzău | Kaitlin Quevedo        | Laura Hietaranta Nina Vargová                |
| 8.7.    | Kuršumlijska Banja                                                                                        | Darja Viďmanová        | Kamilla Bartone Darja Viďmanová              |
| 8.7.    | Lakewood                                                                                                  | Alanis Hamilton        | Carolyn Ansari Gabriella Broadfoot           |
| 8.7.    | Nakhon Si Thammarat                                                                                       | Patcharin Cheapchandej | Patcharin Cheapchandej Punnin Kovapitukted   |
| 8.7.    | Grodzisk Mazowiecki                                                                                       | Radka Zelníčková       | Aneta Laboutková Eliz Maloney                |
| 8.7.    | Chambéry-Bissy                                                                                            | Ella McDonald          | Arina Arifullina Jekaterina Owtscharenko     |
| 8.7.    | Monastir                                                                                                  | Arlinda Rushiti        | Nanari Katsumi Haine Ogata                   |
| 8.7.    | Luján | Lucciana Pérez Alarcón | Jazmín Ortenzi Lucciana Pérez Alarcón        |
| 15.7.   | Vitoria-Gasteiz W100 Vitoria-Gasteiz                                                                      | Alexandra Eala         | Estelle Cascino Alexandra Eala               |
| 15.7.   | Granby Championnats Banque Nationale de Granby 2024                                                       | Maria Mateas           | Ariana Arseneault Mia Kupres                 |
| 15.7.   | Evansville The Women’s Hospital Classic 2024                                                              | Sophie Chang           | Alicia Herrero Liñana Melany Solange Krywoj  |
| 15.7.   | Porto Porto Open 2024                                                                                     | Maja Chwalińska        | Arianne Hartono Prarthana Thombare           |
| 15.7.   | Nottingham Lexus GB Pro-Series Nottingham 2024                                                            | Heather Watson         | Naiktha Bains Amelia Rajecki                 |
| 15.7.   | Turin | Solana Sierra          | Živa Falkner Pia Lovrič                      |
| 15.7.   | Darmstadt Tennis International Darmstadt 2024                                                             | Victoria Mboko         | Jaimee Fourlis Petra Hule                    |
| 15.7.   | Tianjin                                                                                                   | Wei Sijia              | Huang Yujia Zheng Wushuang                   |
| 15.7.   | Casablanca                                                                                                | Jekaterina Kasionowa   | Angella Okutoyi Celine Simunyu               |
| 15.7.   | Krško | Eszter Méri            | Camilla Bossi Emma Slavíková                 |
| 15.7.   | Kuršumlijska Banja                                                                                        | Darja Viďmanová        | Kamilla Bartone Darja Viďmanová              |
| 15.7.   | Nakhon Si Thammarat                                                                                       | Hikaru Satō            | Monique Barry Alicia Smith                   |
| 15.7.   | Monastir                                                                                                  | Sofia Camila Rojas     | Nanari Katsumi Haine Ogata                   |
| 15.7.   | Luján | Luisina Giovannini     | Luisina Giovannini Marian Gómez Pezuela Cano |
| 22.7.   | Figueira da Foz Figueira da Foz International Ladies Open 2024                                            | Anastassija Sacharowa  | Sayaka Ishii Naho Satō                       |
| 22.7.   | Dallas Dallas Summer Series 2024                                                                          | Clervie Ngounoue       | Usue Maitane Arconada Katrina Scott          |
| 22.7.   | Horb am Neckar AHG Cup 2024                                                                               | Veronika Erjavec       | Aneta Kučmová Nika Radišić                   |
| 22.7.   | Segovia                                                                                                   | Yasmine Mansouri       | Lija Karatantschewa Radka Zelníčková         |
| 22.7.   | Naiman | Li Zongyu              | Guo Meiqi Huang Yujia                        |
| 22.7.   | Casablanca                                                                                                | Andrea Lázaro García   | Malak El Allami Aya El Aouni                 |
| 22.7.   | Astana | Tatjana Prosorowa      | Anastassija Gassanowa Jekaterina Schalimowa  |
| 22.7.   | Sapporo                                                                                                   | Lee Eun-hye            | Shiho Akita Choi Ji-hee                      |
| 22.7.   | Satu Mare                                                                                                 | Patricia Maria Țig     | Francesca Dell’Edera Giorgia Pinto           |
| 22.7.   | Brežice                                                                                                   | Gabriela Cé            | Kristina Novak Lisa Zaar                     |
| 22.7.   | Monastir                                                                                                  | Ksenia Efremova        | Zdena Šafářová Marie Villet                  |
| 22.7.   | Kuršumlijska Banja                                                                                        | Kamilla Bartone        | Annelin Bakker Sarah van Emst                |
| 22.7.   | Viserba                                                                                                   | Samira De Stefano      | Anastasia Bertacchi Lilli Tagger             |
| 29.7.   | Gran Canaria ITF W100 Disa Gran Canaria 2024                                                              | Nuria Párrizas Díaz    | Katarzyna Piter Fanny Stollár                |
| 29.7.   | Hechingen Boso Ladies Open Hechingen 2024                                                                 | Anna Bondár            | Michaela Bayerlová Sopia Schapatawa          |
| 29.7.   | Lexington Lexington Challenger 2024                                                                       | Wei Sijia              | Whitney Osuigwe Alana Smith                  |
| 29.7.   | Cordenons Serena Wines – Acqua Maniva Tennis Cup 2024                                                     | Anouk Koevermans       | Yvonne Cavalle-Reimers Aurora Zantedeschi    |
| 29.7.   | Roehampton                                                                                                | Sonay Kartal           | Holly Hutchinson Ella McDonald               |
| 29.7.   | Mohammedia                                                                                                | Kryszina Dsmitruk      | Jekaterina Kasionowa Celine Simunyu          |
| 29.7.   | Køge | Oleksandra Oliynykova  | Denisa Hindová Karolína Kubáňová             |
| 29.7.   | Pilar | Solana Sierra          | Alicia Herrero Liñana Melany Solange Krywoj  |
| 29.7.   | Öskemen                                                                                                   | Anastassija Gassanowa  | Aglaja Fjodorowa Darja Chamuzjanskaja        |
| 29.7.   | Sapporo                                                                                                   | Shiho Akita            | Mana Ayukawa Mao Mushika                     |
| 29.7.   | Brașov | Patricia Maria Țig     | Stefania Bojica Mara Gae                     |
| 29.7.   | Monastir                                                                                                  | Arabella Koller        | Hiromi Abe Nanari Katsumi                    |
| 29.7.   | Rogaška Slatina                                                                                           | Stéphanie Visscher     | Joy de Zeeuw Alena Kovačková                 |
| 29.7.   | Tiflis | Darja Jegorowa         | Darja Jegorowa Rada Solotarjowa              |
| 29.7.   | Kuršumlijska Banja                                                                                        | Loes Ebeling Koning    | Jewgenija Burdina Draginja Vuković           |
| 29.7.   | Savitaipale                                                                                               | Zuzanna Pawlikowska    | Klaudija Bubelytė Anet Koskel                |

### August 2024
| Datum 1 | Turnierort                                           | Siegerin Einzel               | Siegerinnen Doppel                           |
| ------- | ---------------------------------------------------- | ----------------------------- | -------------------------------------------- |
| 5.8.    | Landisville Koser Jeweler Tennis Challenge 2024      | McCartney Kessler             | nicht gespielt                               |
| 5.8.    | Bytom Śląskie Open 2024                              | Lucía Cortez Llorca           | Nicole Fossa Huergo Schibek Qulambajewa      |
| 5.8.    | Zagreb Zagreb Open 2024                              | Giorgia Pedone                | Živa Falkner Amarissa Tóth                   |
| 5.8.    | Chacabuco                                            | Lucciana Pérez Alarcón        | Luisina Giovannini Marian Gómez Pezuela Cano |
| 5.8.    | Koksijde                                             | Kajsa Rinaldo Persson         | Magali Kempen Lara Salden                    |
| 5.8.    | Leipzig Leipzig Open 2024                            | Alewtina Ibragimowa           | Ekaterine Gorgodse Katharina Hobgarski       |
| 5.8.    | Roehampton                                           | Sonay Kartal                  | Nigina Abduraimova Lizette Cabrera           |
| 5.8.    | Monastir                                             | Eliessa Vanlangendonck        | Hiromi Abe Nanari Katsumi                    |
| 5.8.    | Bukarest                                             | Oana Georgeta Simion          | Stefania Bojica Mara Gae                     |
| 5.8.    | Slovenske Konjice                                    | Pia Lovrič                    | Alena Kovačková Julie Paštiková              |
| 5.8.    | Dublin                                               | Alice Gillan                  | India Houghton Chloé Noël                    |
| 5.8.    | Tiflis                                               | Jekaterina Jaschina           | Sofja Gapankowa Ksenija Jorsch               |
| 5.8.    | Öskemen                                              | Alisa Kummel                  | Back Da-yeon Anastassija Suchotina           |
| 5.8.    | Kuršumlijska Banja                                   | Natalija Senić                | Loes Ebeling Koning Sarah van Emst           |
| 12.8.   | Cary Cary Tennis Classic 2024                        | Nuria Párrizas Díaz           | Céline Naef Tamara Zidanšek                  |
| 12.8.   | Amstetten Ladies Open Amstetten 2024                 | Jelena Pridankina             | Yvonne Cavalle-Reimers Eva Vedder            |
| 12.8.   | Kuršumlijska Banja W75 Kuršumlijska Banja 2024       | Lola Radivojević              | Petra Marčinko Lola Radivojević              |
| 12.8.   | Ourense W50 Cidade de Ourense 2024                   | Alina Tscharajewa             | Martyna Kubka Lara Salden                    |
| 12.8.   | Bistrița                                             | Patricia Maria Țig            | Briana Szabó Patricia Maria Țig              |
| 12.8.   | Arequipa                                             | Alice Tubello                 | Dana Guzmán Tiantsoa Rakotomanga Rajaonah    |
| 12.8.   | Duffel                                               | Natália Szabanin              | Magali Kempen Ema Kovacevic                  |
| 12.8.   | Erwitte Erwitte Open 2024                            | Irene Burillo Escorihuela     | Fabienne Gettwart Erika Sema                 |
| 12.8.   | Aldershot                                            | Mingge Xu                     | Naiktha Bains Mingge Xu                      |
| 12.8.   | Bydgoszcz                                            | Daria Kuczer                  | Sada Nahimana Rinon Okuwaki                  |
| 12.8.   | Monastir                                             | Yasmine Mansouri              | Hiromi Abe Haine Ogata                       |
| 12.8.   | Huntsville                                           | Karina Miller                 | Carly Briggs Tenika McGiffin                 |
| 12.8.   | Xiamen                                               | Priska Madelyn Nugroho        | Huang Yujia Zhang Ying                       |
| 19.8.   | Přerov Z-Group Cup 2024                              | Noma Noha Akugue              | Jelena Pridankina Julie Štruplová            |
| 19.8.   | Arequipa Arequipa Open Copa Engie 2024               | Tiantsoa Rakotomanga Rajaonah | Jazmín Ortenzi Lucciana Pérez Alarcón        |
| 19.8.   | Saskatoon                                            | Kayla Cross                   | Ariana Arseneault Mia Kupres                 |
| 19.8.   | Cluj-Napoca                                          | Georgia Crăciun               | Jenny Dürst Oana Gavrilă                     |
| 19.8.   | Verbier Verbier Open 2024                            | Lara Schmidt                  | Haley Giavara Diāna Marcinkēviča             |
| 19.8.   | Braunschweig BTHC Women’s Open 2024                  | Sinja Kraus                   | Funa Kozaki Erika Sema                       |
| 19.8.   | Vigo                                                 | Tessah Andrianjafitrimo       | Sakura Hosogi Misaki Matsuda                 |
| 19.8.   | Kunshan                                              | Shi Han                       | Lee Ya-hsin                                  |
| 19.8.   | Vrnjacka Banja                                       | Carson Branstine              | Natalija Senić Anja Stanković                |
| 19.8.   | Wanfercée-Baulet                                     | Janice Tjen                   | Kaat Coppez Romane Longueville               |
| 19.8.   | Monastir                                             | Yasmine Mansouri              | Mariam Atia Marina Bulbarella                |
| 19.8.   | Malmö                                                | Clarissa Blomqvist            | India Houghton Lisa Zaar                     |
| 19.8.   | Krakau                                               | Linda Ševčíková               | Adrienn Nagy Linda Ševčíková                 |
| 19.8.   | Nakhon Si Thammarat                                  | Patcharin Cheapchandej        | Natsumi Kawaguchi Momoko Kobori              |
| 26.8.   | Oldenzaal SIERS ITF World Tennis Tour Oldenzaal 2024 | Hanne Vandewinkel             | Polina Kudermetowa Jekaterina Makarowa       |
| 26.8.   | Jinan Jinan Open 2024                                | Zheng Wushuang                | Guo Meiqi Xiao Zhenghua                      |
| 26.8.   | Meerbusch TeReMeer Open Ladies NRW Grand Prix 2024   | Sinja Kraus                   | Magali Kempen Lara Salden                    |
| 26.8.   | Triest                                               | Carlota Martínez Círez        | Anastasia Abbagnato Anita Wagner             |
| 26.8.   | Collonge-Bellerive TCCB Open 2024                    | Ayla Aksu                     | Inès Ibbou Naïma Karamoko                    |
| 26.8.   | Nakhon Si Thammarat                                  | Rina Saigō                    | Kanako Morisaki Hikaru Satō                  |
| 26.8.   | Brașov                                               | Nina Vargová                  | Maryna Kolb Nadija Kolb                      |
| 26.8.   | São Paulo                                            | Luiza Fullana                 | Jaeda Daniel Anastassija Gretschkina         |
| 26.8.   | Bielsko-Biała                                        | Daria Kuczer                  | Weronika Ewald Daria Kuczer                  |
| 26.8.   | Valladolid                                           | Celia Cerviño Ruiz            | Kathleen Kanev Eliz Maloney                  |
| 26.8.   | Kuršumlijska Banja                                   | Arina Bulatowa                | Katerina Tsygourova Draginja Vuković         |
| 26.8.   | Monastir                                             | Ariana Geerlings              | Sofja Gapankowa Ksenija Jorsch               |

### September 2024
| Datum 1 | Turnierort                                                       | Siegerin Einzel             | Siegerinnen Doppel                                |
| ------- | ---------------------------------------------------------------- | --------------------------- | ------------------------------------------------- |
| 2.9.    | Incheon Incheon Open 2024                                        | Tatjana Prosorowa           | Tang Qianhui Zheng Wushuang                       |
| 2.9.    | Wien Alpstar Ladies Open Wien 2024                               | Tena Lukas                  | Emily Appleton Estelle Cascino                    |
| 2.9.    | Saint-Palais-sur-Mer Open 17 Saint-Palais-sur-Mer 2024           | Justina Mikulskytė          | Sarah Iliev Emma Léné                             |
| 2.9.    | Slobozia Naparis Trophy 2024                                     | Sada Nahimana               | Briana Szabó Patricia Maria Țig                   |
| 2.9.    | Punta Cana                                                       | Darja Viďmanová             | Ariana Arseneault Kayla Cross                     |
| 2.9.    | Leiria                                                           | Matilde Jorge               | Sarah Beth Grey Matilde Jorge                     |
| 2.9.    | Nakhon Si Thammarat                                              | Himari Satō                 | Kanako Morisaki Hikaru Satō                       |
| 2.9.    | Piracicaba                                                       | Giorgia Pedone              | Miriana Tona Noelia Zeballos                      |
| 2.9.    | Monastir                                                         | Hiromi Abe                  | Matilde Mariani Celine Simunyu                    |
| 2.9.    | Fiano Romano                                                     | Verena Meliss               | Federica Sacco Beatrice Stagno                    |
| 2.9.    | Kuršumlijska Banja                                               | Arina Bulatowa              | Michaela Bayerlová Stefania Bojica                |
| 2.9.    | Haren                                                            | Karolina Kozakova           | Rose Marie Nijkamp Isis Louise Van den Broek      |
| 2.9.    | Dinard                                                           | Veronika Podrez             | Vicky Van de Peer Emily Welker                    |
| 9.9.    | Perth Perth Tennis International I 2024                          | Talia Gibson                | Talia Gibson Maddison Inglis                      |
| 9.9.    | Le Neubourg Le Neubourg Open Guillarmic Agencement 2024          | Tessah Andrianjafitrimo     | Lina Glushko Anastassija Tichonowa                |
| 9.9.    | Guiyang Guiyang Open 2024                                        | Hina Inoue                  | Feng Shuo Ye Qiuyu                                |
| 9.9.    | Reus                                                             | Carlota Martínez Círez      | Ylena In-Albon María José Portillo Ramírez        |
| 9.9.    | Punta Cana                                                       | Karina Miller               | Ariana Arseneault Kayla Cross                     |
| 9.9.    | Santarém                                                         | Stacey Fung                 | Anastassija Gurjewa Radka Zelníčková              |
| 9.9.    | Leme                                                             | Giorgia Pedone              | Miriana Tona Noelia Zeballos                      |
| 9.9.    | Monastir                                                         | Eryn Cayetano               | Eryn Cayetano Maribella Zamarripa                 |
| 9.9.    | Dijon                                                            | Fabienne Gettwart           | Rose Marie Nijkamp Isis Louise van den Broek      |
| 9.9.    | Kuršumlijska Banja                                               | Natalija Senić              | Konkurrenz nicht beendet                          |
| 9.9.    | Singapur                                                         | Elina Nepli                 | Punnin Kovapitukted Tiphanie Lemaître             |
| 16.9.   | Caldas da Rainha FullProtein Caldas da Rainha Ladies Open 2024   | Alina Kornejewa             | Jodie Burrage Anastassija Tichonowa               |
| 16.9.   | Perth Perth Tennis International II 2024                         | Talia Gibson                | Sakura Hosogi Misaki Matsuda                      |
| 16.9.   | Pasardschik Pirulo Cup Pasardschik 2024                          | Ella Seidel                 | Veronika Erjavec Anita Wagner                     |
| 16.9.   | San Miguel de Tucuman W50 San Miguel de Tucumán 2024             | Solana Sierra               | Nicole Fossa Huergo Schibek Qulambajewa           |
| 16.9.   | Fuzhou W50 Fuzhou 2024                                           | Darja Kudaschowa            | Ya-hsin Lee Fang-an Lin                           |
| 16.9.   | Santa Margherita di Pula                                         | Julie Štruplová             | Aliona Bolsova Eva Vedder                         |
| 16.9.   | San Rafael                                                       | Robin Anderson              | Robin Anderson Alana Smith                        |
| 16.9.   | Kyoto                                                            | Momoko Kobori               | Anri Nagata Ikumi Yamazaki                        |
| 16.9.   | Ceuta                                                            | Amelie Van Impe             | Amelie Van Impe Kaat Coppez                       |
| 16.9.   | Monastir                                                         | Eliessa Vanlangendonck      | Luisa Hrda Viola Turini                           |
| 16.9.   | Nogent-sur-Marne                                                 | Aneta Kučmová               | Federica Urgesi Enola Chiesa                      |
| 16.9.   | Kuršumlijska Banja                                               | Turnier nicht beendet       | nicht gespielt                                    |
| 16.9.   | Scharm asch-Schaich                                              | Sosia Kardawa               | Jacqueline Cabaj Awad Sandra Samir                |
| 23.9.   | Lissabon Lisboa Belém Open 2024                                  | Victoria Jiménez Kasintseva | Francisca Jorge Matilde Jorge                     |
| 23.9.   | Kuršumlijska Banja W75 Kuršumlijska Banja II 2024                | Lola Radivojević            | Amina Anschba Noma Noha Akugue                    |
| 23.9.   | Templeton Central Coast Tennis Classic 2024                      | Renata Zarazúa              | Sophie Chang Rasheeda McAdoo                      |
| 23.9.   | Pilar W50 Pilar 2024                                             | Solana Sierra               | Carolina Alves Julia Riera                        |
| 23.9.   | Nanao Notowakura International Women's Open Tennis 2024          | Aoi Ito                     | Aoi Ito Naho Satō                                 |
| 23.9.   | Santa Margherita di Pula                                         | Julia Grabher               | Daria Kuczer Lisa Zaar                            |
| 23.9.   | Berkeley                                                         | Iva Jovic                   | Elysia Bolton Maegan Manasse                      |
| 23.9.   | Yeongwol                                                         | Back Da-yeon                | Lee Ya-hsin Lin Fang-an                           |
| 23.9.   | Trnava                                                           | Katarína Kužmová            | Katarína Kužmová Nina Vargová                     |
| 23.9.   | Madrid                                                           | Sonja Zhiyenbayeva          | Jenny Dürst Celine Simunyu                        |
| 23.9.   | Warna                                                            | Georgia Crăciun             | Maria Andrienko Tilwith Di Girolami               |
| 23.9.   | Monastir                                                         | Camilla Zanolini            | Daria Frayman Lauryn John-Baptiste                |
| 23.9.   | Scharm asch-Schaich                                              | Lamis Alhussein Abdel Aziz  | Defne Çırpanlı Yasmin Ezzat                       |
| 30.9.   | São Paulo São Paulo Torneio Internacional de Tênis Femenino 2024 | Laura Pigossi               | Nicole Fossa Huergo Schibek Qulambajewa           |
| 30.9.   | Šibenik Šibenik Open 2024                                        | Sára Bejlek                 | Živa Falkner Amarissa Tóth                        |
| 30.9.   | Rancho Santa Fe W75 Rancho Santa Fe 2024                         | Iva Jovic                   | Marija Kononowa Marija Kosyrewa                   |
| 30.9.   | Cairns                                                           | Talia Gibson                | Petra Hule Alana Parnaby                          |
| 30.9.   | Redding                                                          | Lea Ma                      | Ayana Akli Eryn Cayetano                          |
| 30.9.   | Santa Margherita di Pula                                         | Sara Cakarevic              | Sapfo Sakellaridi Arina Gabriela Vasilescu        |
| 30.9.   | Baza                                                             | Susan Bandecchi             | Tayisiya Morderger Yana Morderger                 |
| 30.9.   | Reims                                                            | Julija Awdejewa             | Sarah Beth Grey Mingge Xu                         |
| 30.9.   | Yeongwol                                                         | Back Da-yeon                | Back Da-yeon Lee Eun-hye                          |
| 30.9.   | Trnava                                                           | Nina Vargová                | Rebecca Munk Mortensen Johanne Christine Svendsen |
| 30.9.   | Monastir                                                         | Daria Frayman               | Marcella Cruz Gina Dittmann                       |
| 30.9.   | Scharm asch-Schaich                                              | Darja Jegorowa              | Zuzanna Pawlikowska Sandra Samir                  |